# 지미 트라오레
지미 트라오레 (Djimi Traoré, 1980년 3월 1일, 생토앙 ~) 은 프랑스 태생의 말리의 전 축구 선수로, 과거 레프트 백이나 센터백으로 활약했다.

## 클럽 경력

### 스타드 라발과 리버풀 FC
트라오레는 고향의 스타드 라발 소속으로 프로데뷔하였고, 1999년 2월에 제라르 울리에가 지도하는 리버풀 FC로 £0.5M의 가격에 이적하였다. 2001-02 시즌에 프랑스 클럽 RC 랑스로 임대되었었던 그는, 부상당한 스테판 앙쇼를 대신하여 2002-03 시즌의 대부분 경기에 출전하였다.
2003-04 시즌은 울리에의 리버풀 마지막 시즌으로, 트라오레는 대부분의 시즌 기간동안 리저브 팀의 주장으로 지냈고, 2004년 이적시장 마지막날 머시사이드 라이벌인 에버튼 FC로 이적할 뻔 하였으나 잔류하였다. 그는 FC 스테아우아 부쿠레슈티와의 UEFA 컵 경기에서 리버풀 소속으로는 유일한 골을 득점하였다. 트라오레는 라파엘 베니테스 감독을 만난 뒤 다시 출장횟수가 증가하였다. 이 수비수는 포지션으로써의 몫을 다 하지는 못하였으나, 공격적인 성향을 2004-05 시즌동안 돋보였다. 그는 레프트 백으로 기용되기를 원하였고, 본 포지션인 센터백으로써의 기량 향상도 원하였다.
트라오레는 2004-05 시즌 FA 컵 3라운드 경기에서 풋볼 리그 챔피언십에 속한 번리 FC를 상대로 5.5m 앞에서 공을 걷어내려다 자책골을 기록하였다. 이 경기는 결국 결승골이 되었고, 번리는 리버풀을 상대로 1-0 승리를 하게 되었다.
트라오레는 리버풀 FC의 주전자리를 사수하였고, 리버풀은 UEFA 챔피언스리그 2004-05의 결승에 올라 AC 밀란을 상대하였다. 그는 경기 시작 52초후, 파올로 말디니의 골로 이어진 프리킥에서 실책을 하여 실점의 빌미를 제공하였다. 이 경기의 후반전에서 "안드리 셰우첸코의 "거의 결승골이 될뻔한 슈팅"을 골라인 앞에서 걷어내며, 전반전에 비해 더 나은 모습을 보였다. 리버풀은 이 결승전에서 전반전에만 0-3으로 밀렸으나, 3-3으로 정규시간을 종료시키고, 승부차기 끝에 승리를 거두었다. 경기 종료 후, 트라오레는 UEFA 챔피언스리그를 우승한 첫 번째 말리인이 되었다.
2005-06 시즌, 트라오레는 욘 아르네 리세와 스티븐 워녹이라는 동일 포지션 선수로 인해 출장시간이 줄었다. 이 시즌은 결국 트라오레의 리버풀 마지막 시즌이 되었다. 그는 2006년 프리시즌 경기에 참여하였으나, 2006년 8월 8일에 £2M의 가격으로 찰턴 애슬레틱 FC에 이적하였다.

### 찰턴 애슬레틱 FC
8월 19일, 그는 웨스트햄 유나이티드 FC와의 찰턴 데뷔전에서 경고누적으로 퇴장당하였다. 그는 말론 헤어우드를 넘어뜨려 두 번째 옐로우 카드를 받았다. 이로써 2006-07 시즌은 찰턴 선수가 8시즌 중 5번째로 리그 개막전에서 퇴장 선수를 기록한 시즌이 되었다. 12월 16일, 그는 리버풀 FC와의 경기에서 저메인 페넌트를 넘어뜨려 페널티킥의 빌미를 제공하였다. 그는 나중에 찰턴의 잉여자원이 되었다. 그는 찰턴 소속으로의 반시즌 후, 앨런 파듀 감독에 의해 포츠머스 FC로 이적하였다.

### 포츠머스 FC
2007년 1월 13일, 트라오레는 셰필드 유나이티드 FC를 상대로 포츠머스 FC 소속 첫 프리미어리그 경기를 치루었다. 그는 이 시즌에 9경기를 더 출장하였으나, 이듬해에는 3회 출장에 그쳤다. 2008년 1월 18일, 그는 스타드 렌 FC로 임대되었다. 그는 렌 소속으로 12번을 받았다. 그는 렌에 임대되어 인상적인 모습을 보였으나, UEFA 컵 진출권을 획득한 포츠머스 FC를 돕기 위해 렌과 계약하지 못하였다.
포츠머스 복귀 이후, 그는 부상과 임대에서 복귀한 뤼시앙 오브이 등의 다른 수비수 동료들로 인해 출장 기회가 적었다. 그는 새 시즌을 앞두고 32번의 등번호를 받아 맨체스터 유나이티드 FC와의 FA 커뮤니티 실드 경기 교체 명단에 이름을 올렸다. 그는 결장하였다. 이에도 불구하고, 트라오레는 인상적인 모습을 보이는데 실패하였고, 나디르 벨하지의 계약으로 사실상 포츠머스와 결별하였다.

### 버밍엄 시티 FC
2009년 2월 10일, 트라오레는 풋볼 리그 챔피언십의 버밍엄 시티 FC로 3개월간 임대되었다. 그는 햄스트링 부상으로 같은달 말에 출장하지 못하였고, 왓포드 FC와의 경기에서야 막판 교체출장하며 데뷔할 수 있었다.

### AS 모나코 FC
2008-09 시즌 종료 후, 트라오레는 버밍엄 시티 FC는 프리미어리그 승격을 이루어내고 임대생활을 마감하여 포츠머스로 복귀하였다. 그 이후인 2009년 6월 18일, 트라오레는 AS 모나코 FC와 2년 계약을 체결하였다.
그는 2011년 6월에 계약이 만료된 후 자유계약 신분이 되었다.

### 올랭피크 드 마르세유
2011년 8월 18일, 트라오레는 리그 1의 거함인 올랭피크 드 마르세유와 계약을 체결하였다.

## 수상
리버풀 FC
- UEFA 챔피언스리그: 2004-05
- FIFA 클럽 월드컵 준우승: 2005
- FA 컵:
  - 우승: 2006
- FA 커뮤니티 쉴드:
  - 우승: 2001
  - 준우승: 2002
- 풋볼 리그 컵:
  - 우승: 2002-03
  - 준우승: 2004-05

AS 모나코 FC
- 쿠프 드 프랑스 준우승: 2009-10